# Pseudophaloe triangulata
Pseudophaloe triangulata là một loài bướm đêm thuộc phân họ Arctiinae, họ Erebidae.